# Chemins de fer néerlandais et la Shoah
Les chemins de fer néerlandais annoncent le mercredi 26 juin 2019 qu'ils vont indemniser des centaines de victimes de la Shoah pour leur rôle dans le génocide juif et celui des roms. Chaque survivant recevra la somme de $17,000.00 (7,500 euros). Les veufs ou veuves des victimes, de même que les enfants survivants,  recevront la moitié du montant. La décision annoncée fait suite à l'établissement d'une commission d'enquête par les chemins de fer néerlandais en 2018.

## Historique
Quatorze ans après avoir formulé des excuses officielles (en 2005), la société nationale des chemins de fer néerlandais (NS) annonce qu'elle va indemniser les survivants et les proches de personnes juives et roms déportés vers les camps de concentration dans ses trains.
La décision par les chemins de fer néerlandais de créer une commission d'enquête en 2018 fait suite fait suite à la requête individuelle de Salo Muller, un kinésithérapeute néerlandais à la retraite, connu nationalement pour ses traitements de vedettes de l'équipe de football de l'Ajax d'Amsterdam, dans les années 1970 et 1980.
Muller comme enfant est séparé de ses parents qui sont déportés et assassinés à Auschwitz.
Il demande compensation en 2016, après avoir découvert en 2015 des documents prouvant que la compagnie de chemins de fer demandait remboursement par les autorités allemandes d'occupation pour le transport des Juifs dans des camps de transit.
La compagnie avait reçu au moins $2,7 million des allemands, basé sur le nombre de déportés,,.

### Nombre de victimes
Environ 110.000 personnes ont été transportées dans les trains de la NS vers les camps de la mort d'Auschwitz, Sobibor et Bergen-Belsen.

### Rescapés encore en vie
En juin 2019, il reste cinq cents rescapés encore en vie.

### Indemnisation
La NS a prévu de verser entre 40 et 50 millions euros.  Les cinq cents rescapés néerlandais des camps encore en vie, recevront chacun 15.000,00 euros. Les veuves ou veufs de déportés percevront 7.500,00 euros. Leurs enfants, entre 5.000 à 7.500,00 euros.
Environ 6,000 personnes devraient être indemnisées.